# Puertitas
Puertitas fue una revista de historietas publicada entre 1989 y 1994 en la Argentina por El Globo Editor, bajo la dirección de Carlos Trillo. Tuvo su contrapartida erótica, Puertitas Supersexy, en 1992.

## Trayectoria editorial
Incluyó las siguientes historietas:
| Números | Fecha      | Título        | Guionista           | Dibujante          | Procedencia      |
| ------- | ---------- | ------------- | ------------------- | ------------------ | ---------------- |
|         |            | Max Calzone   | Julio César Parissi | Tabaré             |                  |
|         |            | Dragger       | Carlos Trillo       | Domingo Mandrafina |                  |
|         |            | Cosecha verde | Carlos Trillo       | Domingo Mandrafina |                  |
|         |            | Irish Coffee  | Carlos Trillo       | Carlos Meglia      |                  |
| 15-18   | 07-10/1991 | Stone         | Carlos Trillo       | Alejandro Fried    |                  |
| 33-35   | 4-6/1993   | Cybersix      | Carlos Trillo       | Carlos Meglia      | Skorpio (Italia) |